# ۹۷۰ (میلادی)
۹۷۰ (میلادی) نهصد و هفتادمین سال تقویم میلادی است.

## درگذشتگان
‎